# Conseil international du cinéma, de la télévision et de la communication audiovisuelle
Le Conseil International du Cinéma, de la Télévision et de la Communication Audiovisuelle (CICT) est une Organisation internationale non gouvernementale qui conseille l'UNESCO pour toutes les questions concernant le cinéma, la télévision et les nouveaux médias. Le CICT existe depuis plus de 50 ans en tant qu'Organisation internationale non gouvernementale indépendante en partenariat officiel avec l'UNESCO, et est l'une des ONG à être domiciliée au siège même de l'UNESCO à Paris.

## Histoire
Sous la présidence du Professeur Paul Rivet, l’UNESCO organise, en 1955, une série de consultations pour la poursuite des travaux de l'Institut international du cinéma éducatif, précédemment affilié à la Société des Nations. 
A l’occasion de la Conférence générale de l’UNESCO, réunie à New Delhi en 1958, le projet de création d'un Institut International du Cinéma et de la Télévision, présenté par le Professeur Mario Verdone, Chef de la Délégation Italienne, est approuvé. L’étude en est confiée à Jean Benoit-Levy, cinéaste, directeur honoraire du Cinéma des Nations unies, assisté d’un Collège de douze experts internationaux. 
La Charte Constitutive du CICT est signée le 23 octobre 1958. Les plus importantes fédérations et associations œuvrant dans le champ de l'audiovisuel et des médias deviennent membres fondateurs du CICT. 
En 1980, Face à l'émergence de nouvelles technologies, le Professeur Enrico Fulchignoni, Directeur de la Création artistique et littéraire à l'UNESCO et président du CICT, décide d’adjoindre la Communication audiovisuelle aux missions du Conseil. 
Depuis la création du CICT se sont succédé à la présidence : John Maddison (AICS), Jean d’Arcy (RTF-ONU), Raymond Ravar (CILECT), Mario Verdone (CIDALC), Fred Orain (Production), Enrico Fulchignoni (UNESCO), Gérard Bolla (UNESCO), Christopher Roads (British Library), Jean Rouch (CIFES), Daniel Van Espen (Signis), Pierpaolo Saporito (OCCAM), Jean-Michel Arnold (Camera) et Hisanori Isomura (NHK). 
Actuellement le CICT est dirigé par un Bureau exécutif, présidé par S.E. l'Ambassadeur Inoussa Ousseini, Délégué permanent du Niger auprès de l'UNESCO, cinéaste. M. Georges Dupont (ORTF-TDF-INA-UNESCO) en est le Directeur général et Mme Lola Poggi Goujon, ancienne fonctionnaire de l'UNESCO, en est la Secrétaire générale.

## Partenaire officiel de l’UNESCO
Le CICT est une organisation qui regroupe, sur le plan international, les professionnels de l’audiovisuel y compris les nouveaux médias. 
Sur les 327 ONG en relation avec l’UNESCO, 86 entretiennent des relations formelles et 22 d’entre elles sont en association avec l’UNESCO. Parmi toutes ces ONG, le CICT  est l’une des 10 dont les bureaux sont au siège même de l’UNESCO à Paris.
Le CICT a pour objet, au niveau international :
- stimuler la création et favoriser la production et la diffusion d’œuvres audiovisuelles de qualité;
- conseiller les organisations internationales et les États pour la mise en place de politiques artistiques, éducatives et industrielles;
- créer une synergie entre créateurs, professionnels et responsables des médias, en développant la collaboration entre ses membres, notamment au service des grandes orientations de l’UNESCO;
- constituer la tribune où les différents acteurs de l'audiovisuel, en particulier les jeunes, peuvent exprimer leurs points de vue et leurs suggestions face à une audience internationale;
- encourager la formation et la recherche dans tous les domaines de l’audiovisuel, y compris l'éducation aux médias, proposer un espace de réflexion sur l'évolution des technologies au service de la création, de l'éducation, de la culture et du développement;
- contribuer aux efforts de développement de la communication, notamment dans le domaine de la libre circulation de l’information.

Dans le cadre de ses missions, le CICT a collaboré avec l’UNESCO sur les projets suivants : 
- expert de l’UNESCO pour les Villes créatives du cinéma[4],
- participation à l'élaboration du plan à moyen terme, et au programmes et budget de l’UNESCO,
- étroite collaboration avec les Secteurs de l’UNESCO,
- réalisation d’études à la demande et coopération à la mise en œuvre de projets de l’UNESCO, etc.

Par ailleurs, le CICT organise des festivals, décerne un « Prix du CICT » dans les grandes manifestations internationales, développe des ateliers (par exemple pour la formation des handicapés et les jeunes aux techniques audiovisuelles), des programmes d’éducation aux médias, culture de la paix ainsi que des conférences, débats et forums.

## Bureau CICT et Comité exécutif

### Président
Pierpaolo Saporito a été choisi comme président ad interim après le décès de l'ancien président du CICT-ICFT Inoussa Ousseini, fondateur de l’Association des Cinéastes africains et ambassadeur du Niger auprès de l’UNESCO. Pierpaolo Saporito est également président de l'Observatoire de la Communication Digitale.

### Vice-présidents
- Jean-Michel Arnold: ancien Président du CICT, secrétaire général de la Cinémathèque française, Président du Conseil Audiovisuel Mondial pour l'Édition et la Recherche sur l'Art, Président du Conseil audiovisuel mondial pour l'édition et la recherche sur l'art (CAMERA)
- Serge Michel: Vice-président de l'Union Internationale du Cinéma (UNICA)
- Pier Paolo Saporito: ancien Président du CICT, Président de l'Observatoire de la communication culturelle et audiovisuelle dans la Méditerranée (OCCAM)
- Daniel Van Espen: ancien Président du CICT, représentant de Association catholique mondiale pour la communication (SIGNIS)

### Member Exécutif
- Jean Roy, Président de la Fédération Internationale de la Presse Cinématographique (FIPRESCI)

### Directeur général
- Georges Dupont, ORTF-TDF-INA-UNESCO

### Secretaire générale
- Lola Poggi Goujon, ancienne fonctionnaire de l'UNESCO

### Trésorière
- Annick Demeule, Délégué générale des Rencontres internationales de l’audiovisuel scientifique (RIAVS)

### Responsable de Projects
- Xueyuan Hun

### Comité exécutif
Le comité exécutif est élu par les organisations membres et comprend les représentants suivants :
- Association internationale du film d'animation (ASIFA)[6]
- Conseil audiovisuel mondial pour l'édition et la recherche sur l'art (CAMERA)
- Confédération internationale des cinémas d'art et d'essai (CICAE)
- Conférence permanente de l'audiovisuel méditerranéen (COPEAM)[7]
- Fédération internationale des acteurs (FIA)[8]
- Fédération internationale de la presse cinématographique (FIPRESCI)
- Observatoire de la communication culturelle et audiovisuelle dans la Méditerranée (OCCAM)[9]
- Rencontres internationales image et science (RIAVS)
- Association catholique mondiale pour la communication (SIGNIS)[10]
- Union Internationale du Cinéma (UNICA)[11]
- Visual life art
- Wonderland[12]